# Arhopala sebonga
Arhopala sebonga är en fjärilsart som beskrevs av Robert Christopher Tytler 1927. Arhopala sebonga ingår i släktet Arhopala och familjen juvelvingar. Inga underarter finns listade i Catalogue of Life.